# Toshiya Miura
Toshiya Miura (三浦 俊也?, Miura Toshiya; Kamaishi, 30 gennaio 1969) è un allenatore di calcio giapponese.

## Carriera
In carriera ha allenato il Brummell Sendai, il Mito HollyHock, l'Omiya Ardija, il Consadole Sapporo, il Vissel Kobe ed il Ventforet Kofu. Dal maggio 2014 al gennaio 2016 è commissario tecnico della Nazionale Vietnamita.

## Palmarès

### Allenatore

#### Competizioni nazionali
- J2 League: 1

Consadole: 2007